# دانشمندیان
دانِشمَندیان یا دانشمندیه دودمانی ترکمان‌تبار بودند که در سده‌های ۱۱ و ۱۲ میلادی در شمال، مرکز و خاور آناتولی فرمان راندند.
مرکز قدرت ایشان در اصل منطقه سیواس، توقات و نیکسار در مرکز و شمال شرقی آناتولی بود. قلمرو امیرنشین دانشمندیان به‌طور موقت تا آنکارا و قسطمونی نیز گسترش یافت.
امیر دانشمند احمد غازی نخستین مسجد شهر توقات را در ۱۰۷۴ بنا کرد و مرکز امیرنشین کوچک دانشمندیان را به وجود آورد.
این امیرنشین با سلطان‌نشین سلجوقیان روم در زمان حکومت قلج ارسلان دوم پیوستگی داشت.

## پیشینه
به هنگامی که سلجوقیان به گسترش قدرت خود در آسیای کوچک مشغول بودند یکی دیگر از رؤسای ترک بنام گمشتگین بن دانشمند در ولایت کاپادوکیا یعنی در شهرهای سیواس و قیساریه و ملاطیه دولتی جهت خود ترتیب داد و در نزدیکی این محل اخیر فرانک‌ها را بسختی مغلوب نمود.
جانشینان او در جنگ‌های با صلیبیون دخالت‌های مهم کردند ولی مجاورین ایشان یعنی سلجوقیان روم بزودی به دوران فرمانروایی آن سلسله خاتمه بخشیدند. دولت دانشمندیه پس از انقراض ضمیمهٔ دولت سلجوقی گشت.